# Oberhaid (Baviera)
Oberhaid è un comune tedesco di 4 677 abitanti, situato nel land della Baviera.